# Inocarpus papuanus
Inocarpus papuanus är en ärtväxtart som beskrevs av André Joseph Guillaume Henri Kostermans. Inocarpus papuanus ingår i släktet Inocarpus och familjen ärtväxter. Inga underarter finns listade i Catalogue of Life.